# Vampyrognathia
Vampyrognathia is een geslacht in de taxonomische indeling van de tandmondwormen (Gnathostomulida).

## Soorten
- Vampyrognathia horribilis
- Vampyrognathia minor
- Vampyrognathia varanus